# Camoensia
Camoensia là một chi Đậu trong họ Fabaceae, phân họ Faboideae, bản địa của Vịnh Guinea, Châu Phi.

## Các loài
- Camoensia brevicalyx Benth.
- Camoensia scandens (Welw.) J.B. Gillett - Synonym: Camoensia maxima.

C. scandens được trồng như một loại cây cảnh, những bông hoa đậu lớn nhất có thể lên đến 20 cm.

## Hình ảnh

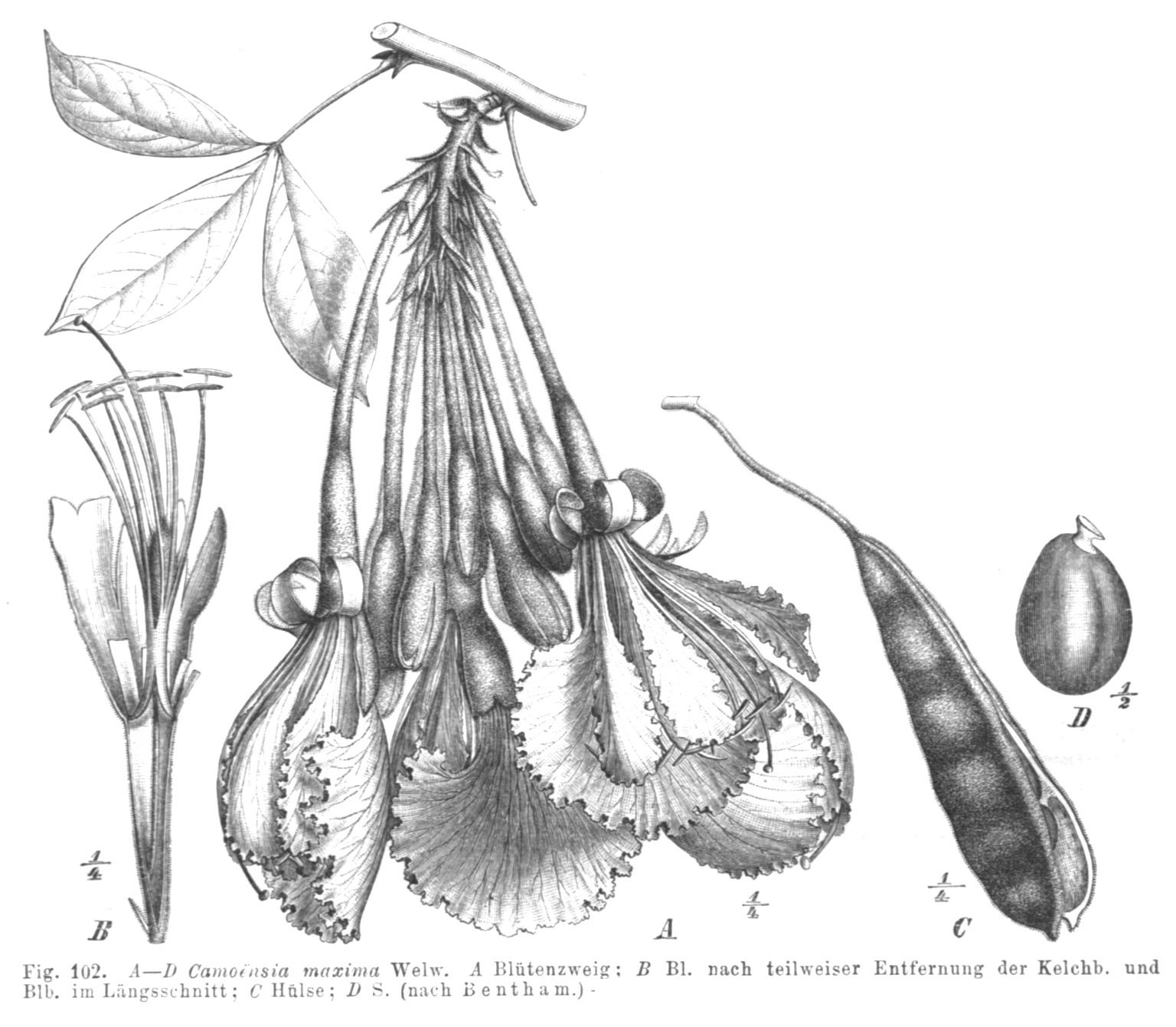
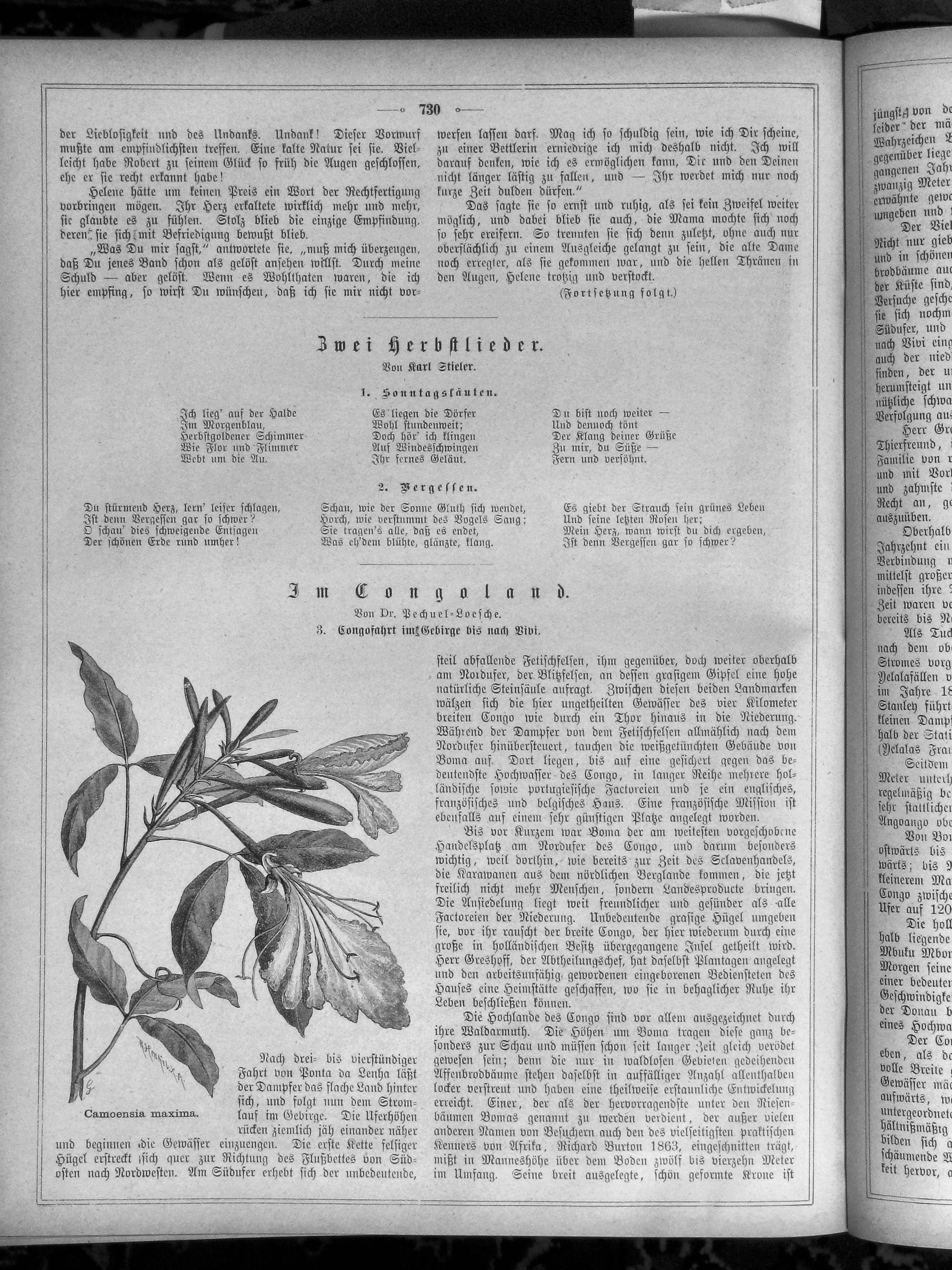
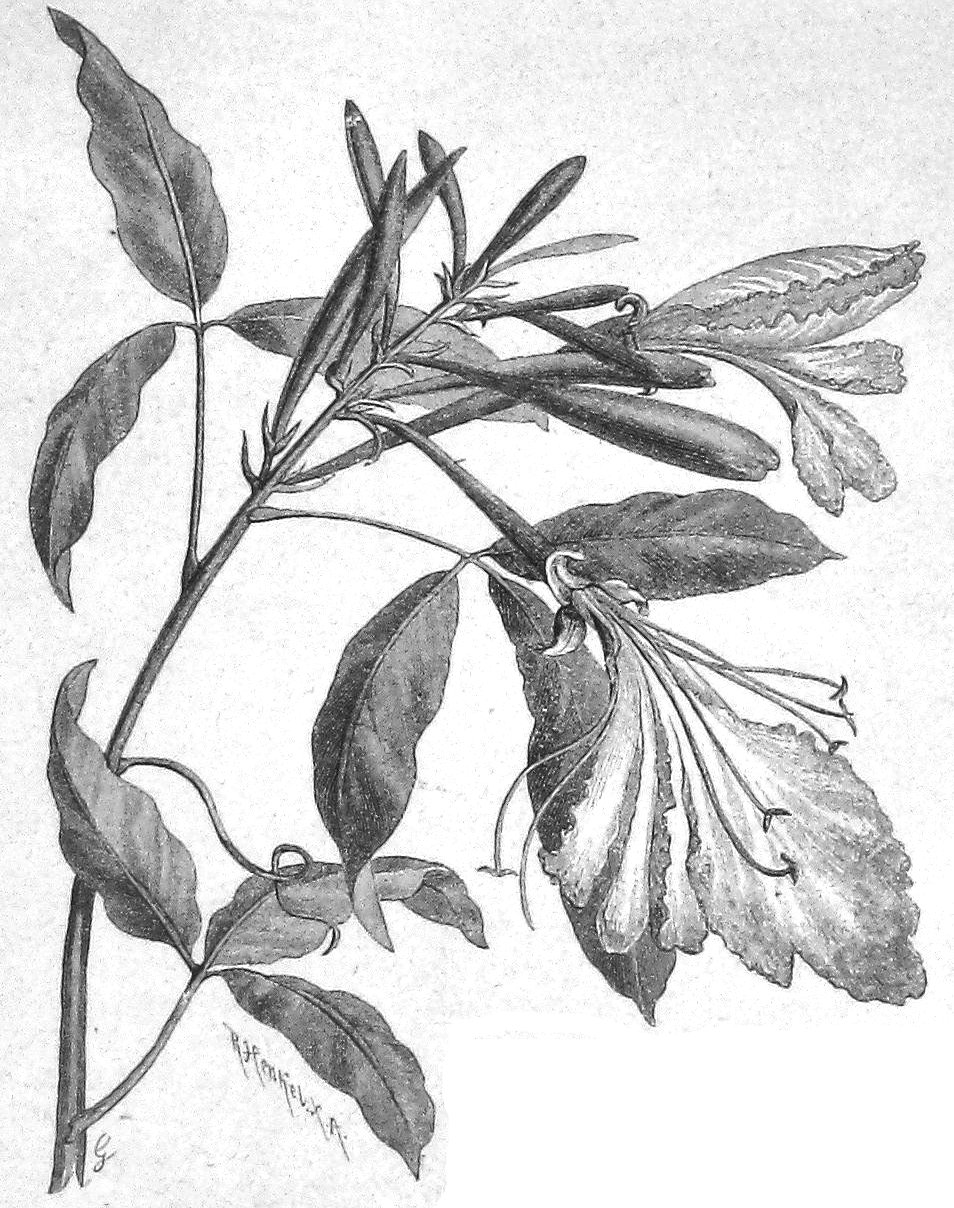